# Coxim endocárdico

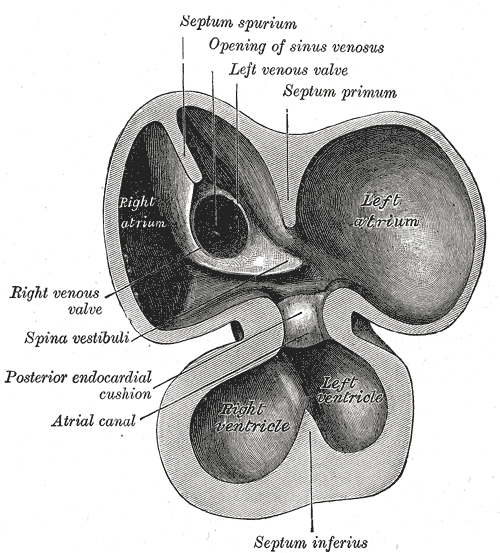
No centro, um dos coxins endocárdicos.

Os coxins endocárdicos são estruturas que fazem parte da formação do coração humano, desenvolvidas em sua fase embriológica. Surgem das paredes dorsal e ventral do canal atrioventricular e se fundem para dividir esse canal em esquerdo e direito após terem sido invadidos por células mesenquimatosas. Os coxins participam da septação do coração e da formação das valvas atrioventriculares.
O septo primeiro (septum primum), uma membrana que surge do teto do átrio primitivo, se desenvolve em forma de crescente em direção aos coxins e forma com estes uma abertura, o forame primeiro, até ocorrer a fusão completa e formação do septo atrioventricular primitivo. O coxim serve de sustentação para o septo primeiro quando este se torna a válvula do forame oval, que divide os átrios.
Os coxins ainda formam a parte membranosa do septo interventricular (que divide os ventrículos). Uma extensão do coxim direito se forma em direção à parte muscular do septo.

## Defeito do coxim endocárdico
Uma falha na fusão dos coxins com o septo primeiro causa uma anomalia grave em que o forame primeiro, que deveria ser totalmente fechado, permanece aberto e permite a passagem de sangue entre os átrios, podendo, em alguns casos, deixar uma fenda na cúspide anterior da válvula mitral. É a cardiopatia congênita mais frequentemente associada a Síndrome de Down.